# Павлюти
Павлю́ти (бел. Паўлю́ці) — деревня в составе Боровского сельсовета Дзержинского района Минской области Беларуси. Деревня расположена в 18 километрах от Дзержинска, 56 километрах от Минска и 22 километрах от железнодорожной станции Койданово.

## История
Известна с конца XVIII века, как деревня в Минском уезде Минского воеводства Великого княжества Литовского, собственность Радзивиллов. В 1800 году — 4 двора, 20 жителей, во владении князя Доминика Радивилла. В 1870 году в составе имения Вязань, принадлежавшего помещикам Богдашевским. 
В конце XIX — начале XX века, Павлюты в составе Рубежевичской волости Минского уезда Минской губернии. В 1897 году, по данным первой всероссийской переписи населения, в деревне проживали 12 жителей. В 1917 году — 42 жителя. 
С 20 августа 1924 года в составе Старинковского сельсовета Койдановского района Минского округа. С 15 марта 1932 года Койдановский район реогранизован в Койдановский национальный польский район, а 29 июня 1932 года — в Дзержинский национальный польский район. 31 июля 1937 года национальный район упразднён, а территория передана в состав Минского района. С 20 февраля 1938 года в составе Минской области, с 4 февраля 1939 года в восстановленном Дзержинском районе. В 1926 году, по данным первой всесоюзной переписи населения, в Павлютах насчитывался 21 двор, проживали 82 жителя. В 1929 году, в ходе коллективизации был организован колхоз имени Будённого, работала кузница. 
В Великую Отечественную войну с 28 июля 1941 года до 7 июля 1944 года деревня была оккупирована немецко-фашистскими захватчиками, на фронте погибли 13 сельчан. В 1960 насчитывались 175 жителей, входила в совхоз имени В.В. Докучаева (центр — д. Великое Село). В 1991 году насчитывается 30 хозяйств, проживают 61 житель, действовали магазин, молочно-товарная ферма. По состоянию на 2009 год, в составе ОАО «Дзержинский райагросервис».

## Население
| 20   | ↘ 12 | ↗ 66 | ↘ 42 | ↗ 82 | ↗ 175 | ↘ 61 | ↘ 39 |
| 2004 | 2009 | 2017 | 2018 | 2020 | 2022  |      |      |
| ↘ 34 | ↘ 18 | ↘ 13 | → 13 | ↗ 15 | → 15  |      |      |